# Provicchio
Provicchio (in croato Prvić) è un'isola della Dalmazia a est di Sebenico, di fronte al porto di Vodizze, alla cui municipalità appartiene. Fa parte dell'arcipelago di Sebenico.
Vi sono sull'isola due insediamenti Provicchio (Prvić Luka), a sud, nell'insenatura di porto Provicchio (Prvić-luka), e Seporine o Suporine (Šepurine o Prvić Šepurine) sulla costa nord-ovest.

## Geografia
Provicchio si trova circa 1,5 km a sud del porto di Vodizze, tra l'isola Diat (a ovest) e la costa dalmata (a est) da cui è separata dal canale di Sebenico (Šibenski kanal); la sua superficie è di 2,41 km², lo sviluppo costiero è di 10,63 km, l'altezza massima, di 75,4 m, è quella del monte Provicchio (Prvić). La lunghezza dell'isola, da punta Santa Lucia (rt Sveta Luce) a punta Provicchio (rt Prvić), è di 3 km. Porto Provicchio, rivolto a sud-est, è la maggiore insenatura dell'isola e sta fra punta San Lorenzo (rt Lorenčevica) e punta Provicchio.
L'isola è di natura prevalentemente calcarea.

### Isole adiacenti
- Luppaz (Lupac), isolotto a sud-est di punta San Lorenzo.
- Scoglio Gagliola[5][8] (hrid Galiola), piccolo scoglio con un'area di 876 m²[12], situato 550 m[2] circa a sud-est di punta Provicchio e a sud-ovest di Luppaz 43°42′52″N 15°48′07″E.
- Diat (Tijat), ad ovest.
- Lucorano (Logorun), a nord-ovest. Mentre le precedenti fanno tutte parte del comune di Vodizze[12], Lucorano rientra nel comune di Trebocconi[12].

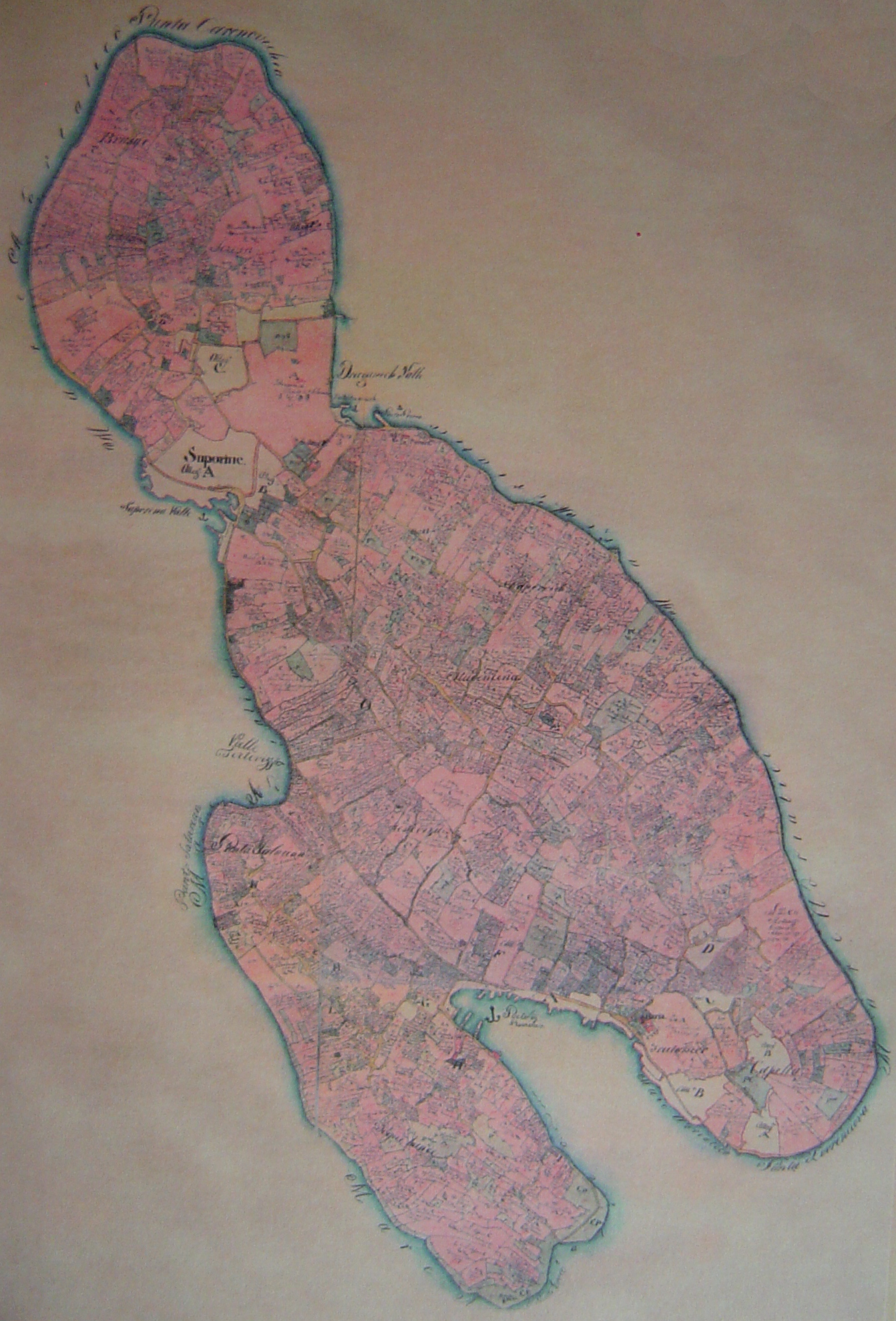
Mappa di Provicchio del 1825

### Cartografia
- (HR) Mappa topografica della Croazia 1:25000, su preglednik.arkod.hr. URL consultato il 22 gennaio 2017.
- G. Giani, Carta prospettiva delle Comuni censuarie della Dalmazia, foglio 6, 1839. Fondo Miscellanea cartografica catastale, Archivio di Stato di Trieste.
- Carta di cabottaggio del mare Adriatico, foglio VII, Milano, Istituto geografico militare, 1822-1824. URL consultato il 6 gennaio 2017 (archiviato dall'url originale il 13 aprile 2013).